# Camiri
Camiri – miasto w Boliwii, w departamencie Santa Cruz, w prowincji Cordillera. W mieście znajduje się port lotniczy Camiri.